# Rusty Cage
Rusty Cage – utwór amerykańskiej grupy grunge'owej Soundgarden, napisany przez frontmana zespołu, Chrisa Cornella.
Rusty Cage został wydany jako trzeci singiel z albumu Badmotorfinger w 1992. Do utworu nakręcono teledysk (reżyseria Eric Zimmerman). Piosenka została uwzględniona, na płycie "A-sides", zawierającej największe przeboje Soundgarden.
Koncertową wersję "Rusty Cage" można znaleźć na Motorvision. Od momentu wydania, Rusty Cage wszedł na stałe w repertuar zespołu na koncertach. Został zagrany m.in. podczas pierwszego koncertu po reaktywacji Soundgarden, w klubie Showbox w Seattle, 16 kwietnia 2010. Utwór znalazł się na soundtracku do gry Grand Theft Auto: San Andreas w 2005 (można go znaleźć w radiostacji Radio X) oraz soundtracku gry Burnout: Paradise.
"Rusty Cage" został scoverowany przez Johnny'ego Casha w 1996 na albumie Unchained. Zespołami, które nagrały swoją wersję tego utworu, są amerykański hardrockowy zespół SOiL a także węgierski Ektomorf, który umieścił utwór na singlu promującym album What Doesn't Kill Me...

## Lista utworów
Promotional CD (US) and Promotional 12" Vinyl (UK)
1. "Rusty Cage" (edit) – 3:52
2. "Rusty Cage" – 4:26

Promotional CD (US)
1. "Rusty Cage" (edit) – 3:52
2. "Rusty Cage" – 4:26
3. "Girl U Want" (Gerald Casale, Mark Mothersbaugh) – 3:29
4. "Show Me" (Shepherd) – 2:47

CD (Australia, Germany, and UK)
1. "Rusty Cage" (edit) – 3:52
2. "Rusty Cage" – 4:26
3. "Touch Me" (Fancy) – 2:51
4. "Stray Cat Blues" (Mick Jagger, Keith Richards) – 4:46

12" Vinyl (UK)
1. "Rusty Cage" (edit) – 3:52
2. "Touch Me" (Fancy) – 2:51
3. "Show Me" (Shepherd) – 2:47

7" Vinyl (UK)
1. "Rusty Cage" – 4:26
2. "Touch Me" (Fancy) – 2:51

## Twórcy
- Chris Cornell - wokal, gitara
- Kim Thayil - gitara
- Ben Shepherd - gitara basowa
- Matt Cameron - perkusja, chórki